# Ambroise-Joseph de Herzelles

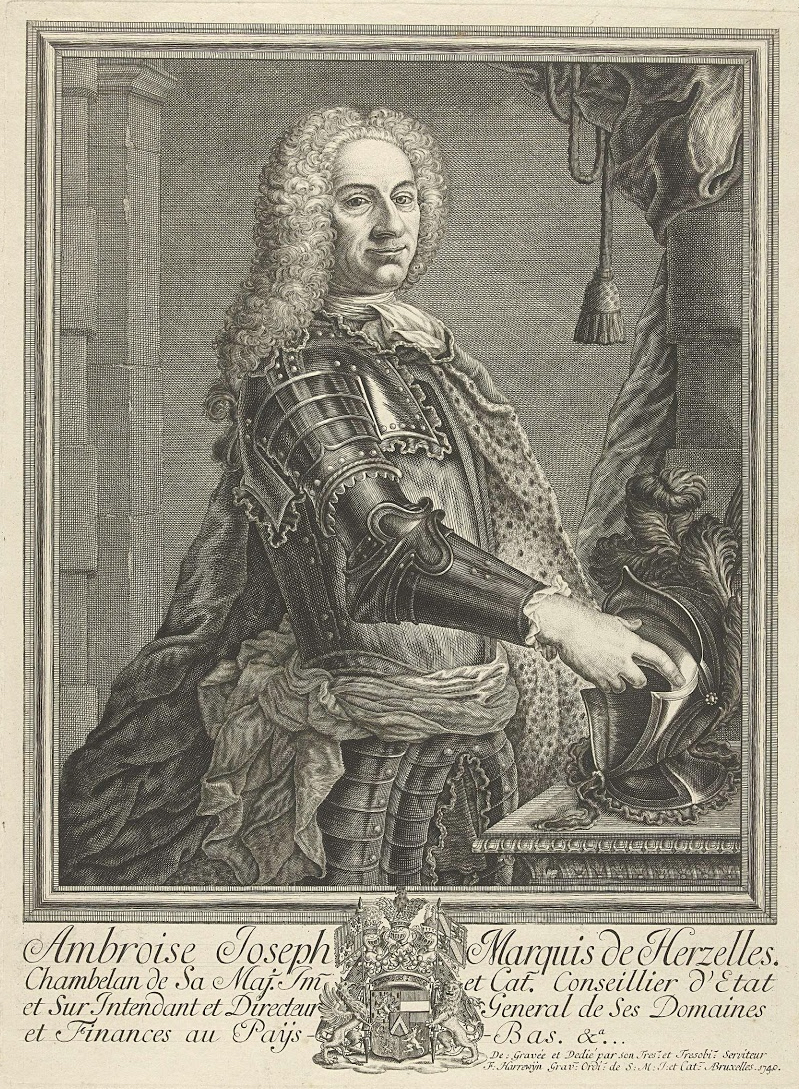
Ambroise-Joseph, marquis de Herzelles

Ambroise-Joseph Marquis de Herzelles (* 14. Februar 1680 in Fauquez (Ittre); † 4. August 1759 ebenda) war der dritte Marquis von Fauquez und Ittre sowie Militär und Politiker in spanischen und österreichischen Diensten.

## Chronik
Ambroise-Joseph de Herzelles war der 3. Marquis aus dem Geschlecht der Van Herzeele. Er wurde als Sohn des 2. Marquis Jean-Baptiste de Herzelles, Dragonerrittmeister im Dienst des Königs von Spanien, und Anne-Marie van Couwenhoven. Sein älterer Bruder war Guillaume-Philippe de Herzelles, der Bischof von Antwerpen. Ambroise-Joseph war auch der Neffe des Guillaume Philip Herzelles, dem Kanzler von Brabant.
Nach seinem Rechtsstudium an der Universität von Löwen meldete er sich in der Wallonischen Wachen des spanischen Königs Philipp V., mit denen er an den Feldzügen auf der iberischen Halbinsel teilnahm. Im Jahre 1705 ist er nachhause zurückgekommen und wurde aufgrund seines hochadeligen Status Mitglied in den Staaten von Brabant.
Im Jahr 1736 ernannte ihn die Statthalterin der habsburgischen Niederlande Erzherzogin Maria Elisabeth von Österreich zum Superintendanten der Finanzen der österreichischen Niederlande. Dieses Amt erfüllte er zu vollständigen Zufriedenheit von Maria Theresia, die u. a. den Verleumdungen von Karl Alexander von Lothringen kein Gewicht beilegte.
Im Jahre 1753 wurde für Ambroise-Joseph de Herzelles das Amt des Präsidenten, General Managers und des Schatzmeisters für Finanzen der österreichischen Niederlande geschaffen. Dieses Amt vereinigte alle finanziellen und wirtschaftlichen Instanzen und wurde nach dem Tod des Marquis im Jahre 1759 wieder aufgelöst.
Herzelles hatte zwei später legitimierte Söhne aus einer vorehelichen Beziehung in seiner Zeit als Militär. 1706 heiratete er in aller Heimlichkeit die spanische Prinzessin María Catalina Vicenta de Austria. Seine zweite Ehe schloss er 1722 mit Marie-Claire de Croÿ, Tochter des Herzogs von Havré. 1749 verehelichte er sich ein drittes Mal mit der 48 Jahre jüngeren Christine-Philippine de Trazegnies (1728–1793). Diese wurde nach seinem Tod in Wien Obersthofmeisterin zweier Erzherzoginnen. Dort machte ihr der zwölf Jahre jüngere Kaiser Joseph II. möglicherweise einen Heiratsantrag, den sie ablehnte. Nach ihrer Rückkehr nach Belgien schrieb ihr Maria Theresia 1771–1773 äußerst offenherzige Briefe, von denen einige in den Mémoires der Académie royale des Sciences, des Lettres et des Beaux-Arts de Belgique veröffentlicht wurden. Nachdem sich die Marquise 1775 in das Benediktinerinnenkloster in Namur zurückgezogen hatte, besuchte Joseph II. sie dort 1781 auf seiner Reise durch die Österreichischen Niederlande.
| Vorgänger                  | Amt                                    | Nachfolger |
| -------------------------- | -------------------------------------- | ---------- |
| Jean-Baptiste de Herzelles | 3. Marquis von Fauquez und Ittre –1759 | —          |

| Personendaten    | Personendaten |
| ---------------- | --- |
| NAME             | de Herzelles, Ambroise-Joseph                                                                                     |
| ALTERNATIVNAMEN  | de Herzelles, Ambroise-Joseph Marquis (vollständiger Name)                                                        |
| KURZBESCHREIBUNG | 3. Marquis von Fauquez und Ittre, Superintendant und Generalmanager der Finanzen der österreichischen Niederlande |
| GEBURTSDATUM     | 14. Februar 1680                                                                                                  |
| GEBURTSORT       | Fauquez (Ittre)                                                                                                   |
| STERBEDATUM      | 4. August 1759 |
| STERBEORT        | Fauquez (Ittre)                                                                                                   |